# OpenOffice Draw

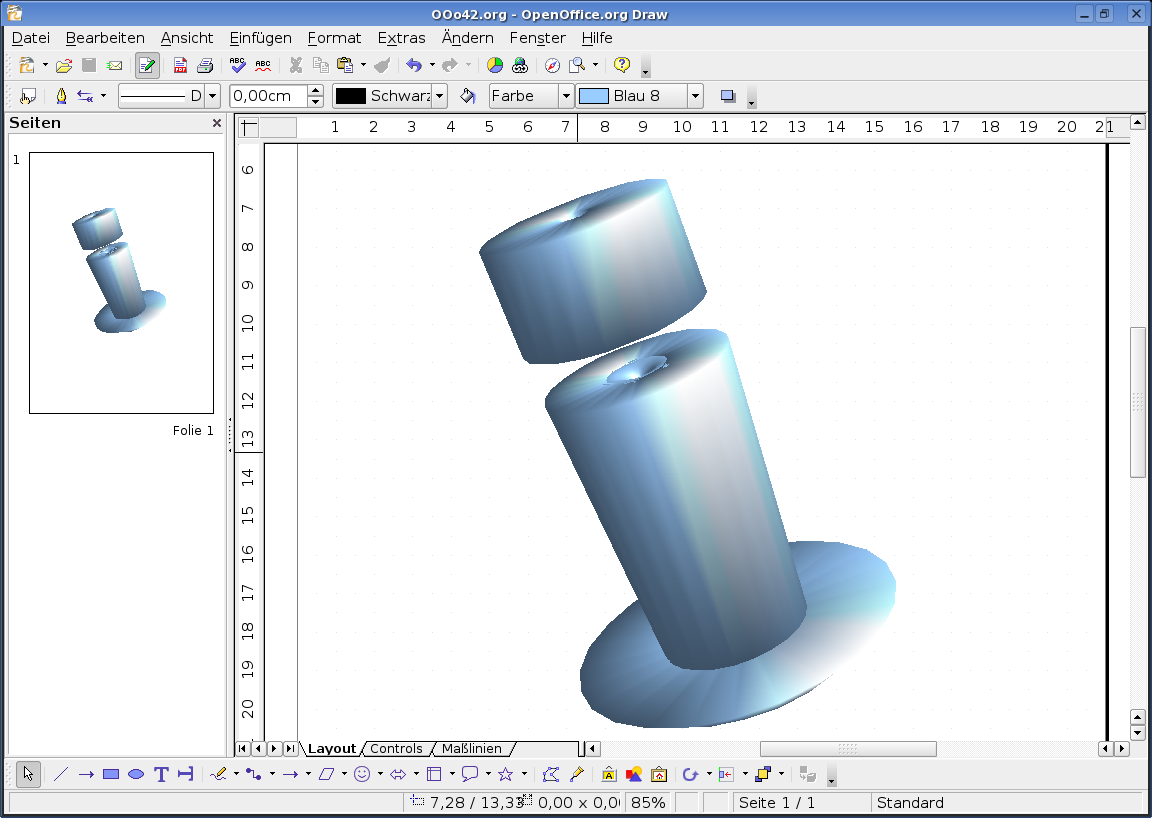
OpenOffice.org Draw 2.0

OpenOffice Draw (dawniej OpenOffice.org Draw) – program służący do tworzenia i obróbki grafiki wektorowej wchodzący w skład bezpłatnego pakietu biurowego Apache OpenOffice, dostępnego na platformach Microsoft Windows, Linux, Solaris oraz innych (w tym Mac OS).
OpenOffice Draw jest produktem pochodzącym z pakietu StarOffice, dystrybuowanego przez firmę Sun Microsystems, udostępnionym 19 lipca 2000 do dalszego rozwoju społeczności Open Source. Jest dostępny w kilkudziesięciu wersjach językowych, także w języku polskim, łącznie z niezbędnymi narzędziami językowymi – słownikiem ortograficznym i tezaurusem.
OpenOffice Draw posiada wiele narzędzi wspomagających tworzenie i obróbkę grafiki wektorowej, takich jak: 
- rysowanie linii prostych i krzywych;
- rysowanie figur geometrycznych (m.in. wielokąty, elipsy);
- wstawianie tekstu, wstawianie grafik rastrowych;
- gotowych kształtów.

Program wspomaga również tworzenie schematów organizacyjnych i blokowych. Obiekty można dodatkowo poddać dalszej obróbce (np. grupowanie, obracanie, dodawanie cienia, wypełnianie kolorem).
Program posiada wbudowane narzędzie do eksportu dokumentów w międzyplatformowym formacie PDF oraz SWF (od wersji 2.0). Obsługuje import z podstawowych formatów graficznych takich jak: DXF, GIF, PNG, JPEG, BMP, TIFF i WMF
Standardowym formatem zapisu plików dla programu OpenOffice.org Draw (w wersjach wersja 2.0+) jest macierzysty format OpenDocument ODG, będący standardem OASIS.